# Československá hokejová reprezentace v sezóně 1922/1923
Československá hokejová reprezentace v sezóně 1922/1923 sehrála celkem 6 zápasů.

## Přehled mezistátních zápasů
| Pořadí | Datum           | Soupeř    | Výsledek        | Soutěž                  | Místo utkání |
| ------ | --------------- | --------- | --------------- | ----------------------- | ------------ |
| 22.    | 14. února 1923  | Francie   | 3:3 (2:3,1:0)   | Jean Potin Cup 1923     | Paříž        |
| 23.    | 7. března 1923  | Švédsko   | 2:4 (1:1, 1:3)  | Mistrovství Evropy 1923 | Antverpy     |
| 24.    | 9. března 1923  | Francie   | 1:2 (0:0, 1:2)  | Mistrovství Evropy 1923 | Antverpy     |
| 25.    | 10. března 1923 | Belgie    | 3:0 (2:0, 1:0)  | Mistrovství Evropy 1923 | Antverpy     |
| 26.    | 11. března 1923 | Švýcarsko | 10:3 (8:3, 2:0) | Mistrovství Evropy 1923 | Antverpy     |

## Bilance sezóny 1922/23
| Soupeř    | Zápasy | Výhry | Remízy | Prohry | Skóre |
| --------- | ------ | ----- | ------ | ------ | ----- |
| Belgie    | 1      | 1     | 0      | 0      | 3:0   |
| Francie   | 2      | 0     | 1      | 1      | 4:5   |
| Švédsko   | 1      | 0     | 0      | 1      | 2:4   |
| Švýcarsko | 1      | 1     | 0      | 0      | 10:3  |
| Celkem    | 5      | 2     | 1      | 2      | 19:12 |

## Další zápasy reprezentace
| Datum          | Soupeř            | Výsledek       | Soutěž              | Místo utkání |
| 12. února 1923 | Belgie            | 14:5 (5:1,9:4) | Jean Potin Cup 1923 | Paříž        |
| 15. února 1923 | pařížští Kanaďané | 4:0            | Jean Potin Cup 1923 | Paříž        |